# FV 4201 Chieftain
O FV 4201 Chieftain foi o tanque de batalha principal do Reino Unido durante os anos 1960 e 1970. Foi um dos tanques mais avançados de sua época, e no momento da sua introdução em 1966 tinha a arma principal mais poderosa e mais pesada armadura de qualquer tanque do mundo. O Chieftain também introduziu uma supina (deitado para trás) posição do condutor, permitindo um casco fortemente inclinado com altura reduzida.

## Desenvolvimento

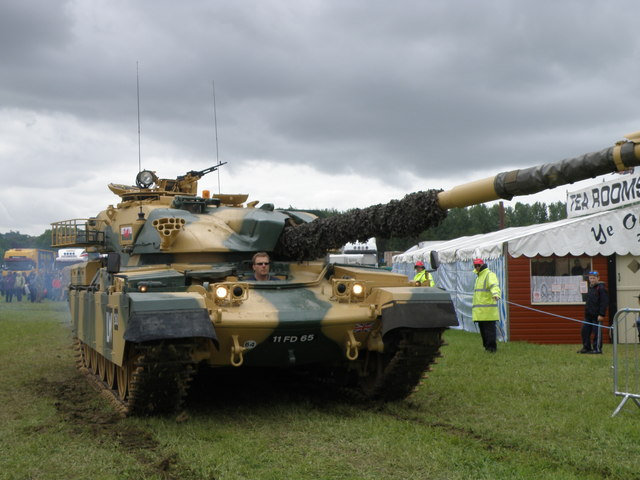
Chieftain Britânico

O Chieftain foi desenvolvido desde o inicio dos anos 50 como substitudo do tanque Centurion, desenhado ainda durante a Segunda Guerra Mundial. O primeiro protótipo foi apresentado ainda em 1959, mas o processo de desenvolvimento e comercialização do tanque demorou muito tempo, pelo que ele começou apenas a entrar ao serviço no final dos anos 60, tendo a produção sido parada em 1978 para passar à produção de veículos mais modernos e de conceito mais recente.
O Chieftain foi desenhado segundo a velha escola britânica, ainda com influências dos conceitos pré II Guerra Mundial para um tanque de Infantaria extremamente pesado e blindado, abrindo mão da velocidade em favor da proteção.
Porém, com o aparecimento dos tanques Leopard 2 alemão e M1 Abrams norte-americano, o Chieftain perdeu o título de mais pesado tanque dos países ocidentais. Tanto os veículos alemães como americanos eram mais pesados e melhor armados.

## Variantes
- Chieftain Mk 1

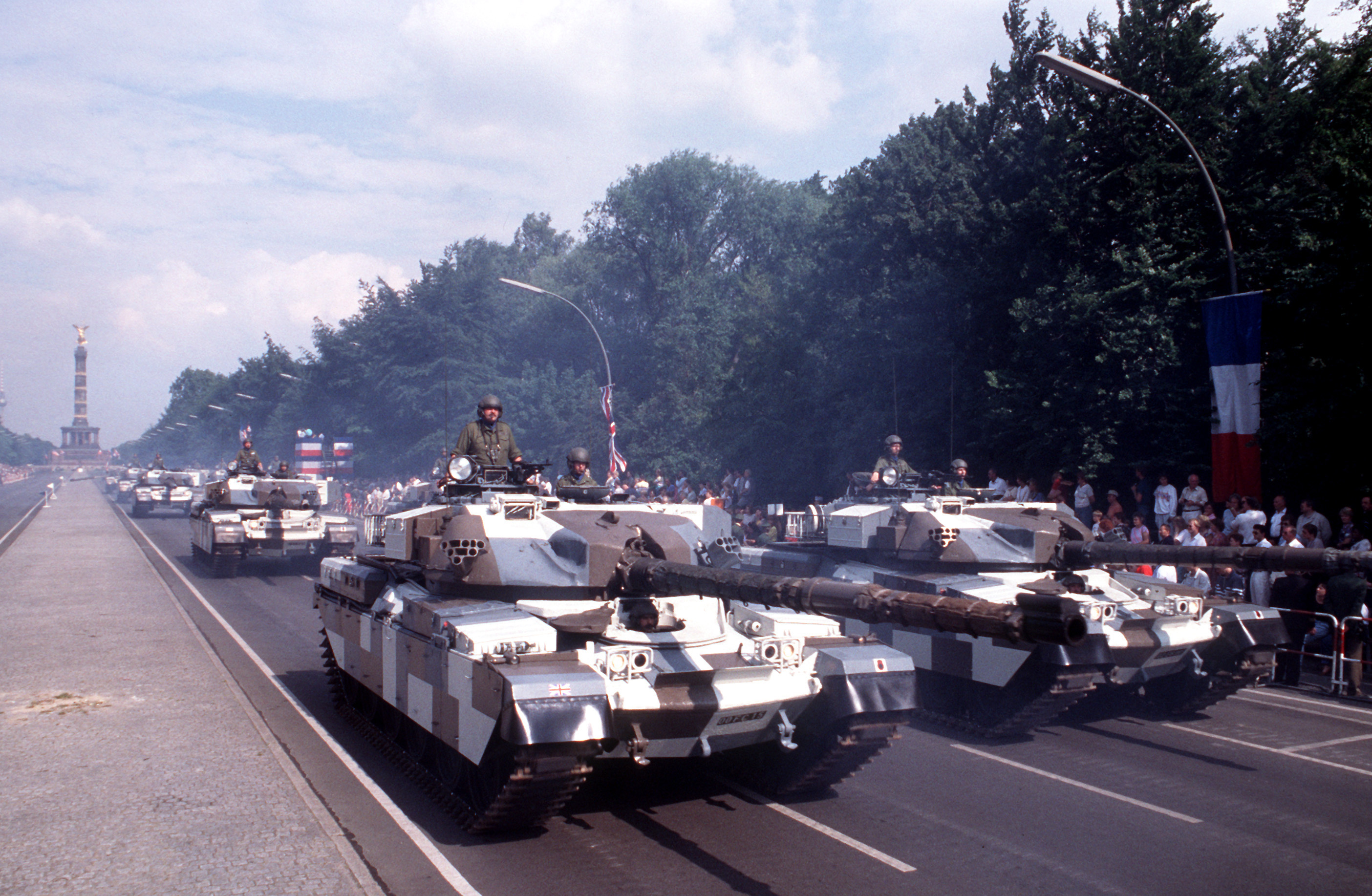
Chieftain durante desfile militar

40 veículos de Formação para 1965/1966.
- Chieftain Mk 2

Primeiro modelo de serviço com motor de 650 hp
- Chieftain Mk 3

Equipamento dando origem extra montado um submarks Vários.
- Chieftain Mk.5

Variante de produção final, com atualizações para o motor e sistema de proteção NBC.
- Chieftain Mk.6-9

A modernização progressiva das marcas anteriores de tanques, incluindo além de rádios Clansman.
- Chieftain Mk.10

Mark upgrade 9, melhoria do Mk.9 melhor proteção na frente e na torre.
- Chieftain Mk.11

Mark upgrade 10, com um holoforte para observação do sistema térmico e harmonica (TOGS), fabricado pela Barr e Stroud.
- Chieftain Mk.12/13

Proposta reforça ainda mais, cancelada quando o Challenger foi Introduzido.
- FV4205 AVLB

Ponte da postura do veículo.
- FV4204 ARV / ARRV

Recuperação de veículos blindados, viaturas blindadas de recuperação e reparação de veículos.
- Chieftain Marksman

SPAAG versão, equipada com um atirador na torre.
- Chieftain Mineclearer

Tanque removedor de minas.
- Chieftain Sabre

Um canhão twin AA de 30 mm.
- Khalid também designado (4030P2J - Fase P = & J = Jordânia) / Shir (Leão) 1

Jordano / variante iraniana com rolamento do Challenger 1. Basicamente, este era um veículo de transição do chieftain ao Shir2 que haviam sido destinados para o Irã, mas foi posteriormente cancelado. Os tanques Shir2 tornou-se tanques Challenger 1 após reformulação no ROF Leeds. O chassi do veículo compreendeu a metade da frente de um casco chieftain, chieftain do rolamento e a retaguarda de um 4030 / 2 Chassis (Declive do casco). Isto permitiu que a montagem no compartimento do motor de um motor Rolls CV8.
- Arma Carriers

O chassi Chieftain foi modificado para a montagem de armas de defesa aérea ( "Atirador" 2 x canhão de 35 mm) e um canhão de 155 milímetros em várias modificações.
- Shir 2

Variante iraniano. Diferenças externas visíveis a partir do Mk5 Chieftain incluído um casco traseira inclinada, a remoção do holofote da área da torre esquerda e cestas de armazenamento em canais de água remodelados, em torno de REMOVIDOS motoristas chocam na chapa de talude, timodified clusters luz também sobre a placa de talude, Aumentar a habitação vista sobre cúpula do comandante.

## Operadores
- Reino Unido - Qtd: Máx: 900 - Qtd. em serviço: 0
- Irão - Qtd: Máx: 893 - Qtd. em serviço: 100[2]
- Iraque - Qtd: Máx: 30 - Qtd. em serviço: 0
- Jordânia - Qtd: Máx: 274 - Qtd. em serviço: 274[3]
- Kuwait - Qtd: Máx: 30 - Qtd. em serviço: 0[4]
- Omã - Qtd: Máx: 27[5]